# كتابة مروية

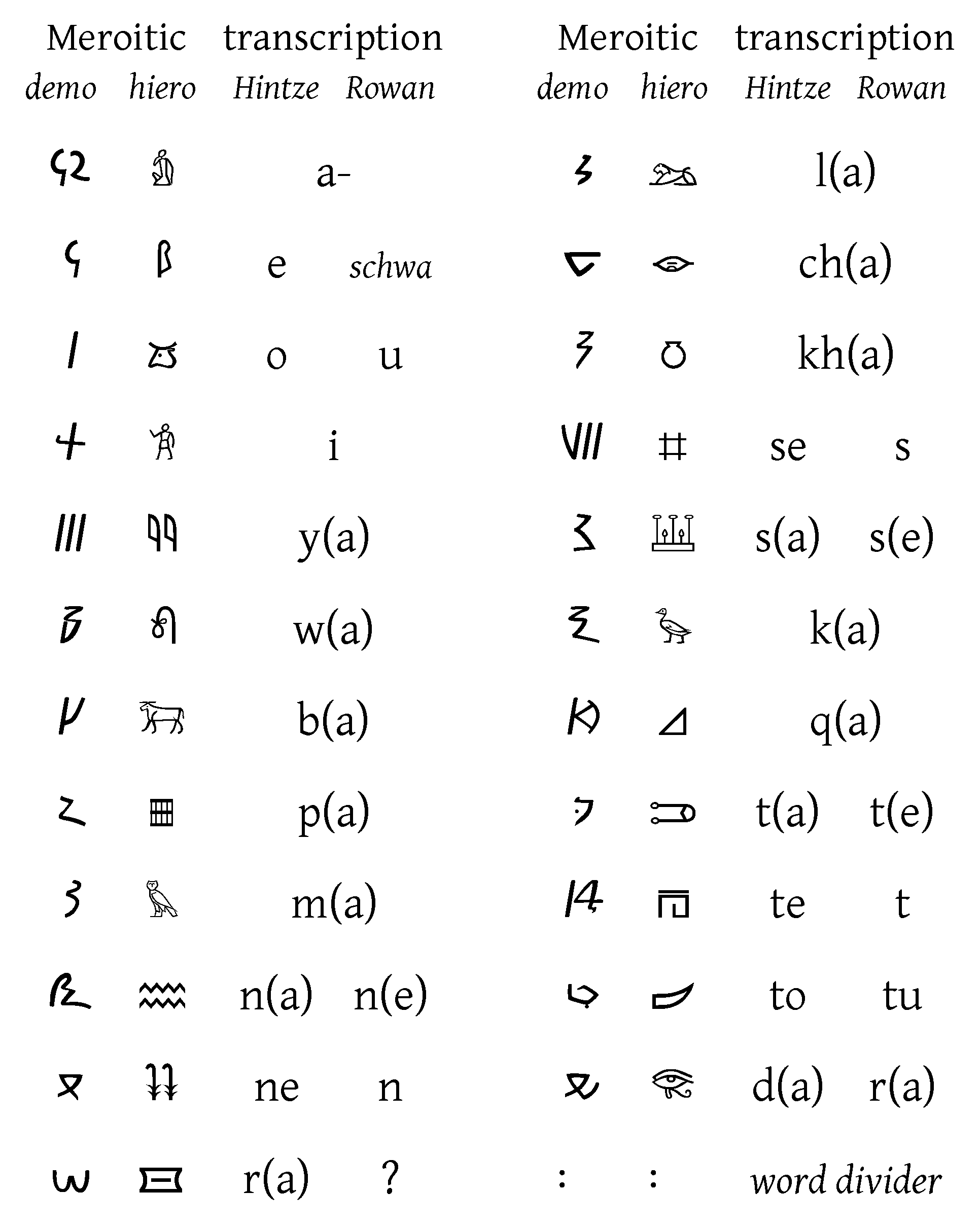
الكتابة المروية بخط منسق والخط العادي.

الكتابة المروية هي أبجدية من أصول سودانية نوبية وديموطيقية تم تطويرها في مملكة نبتة في الفترة ما بين (700 إلى 300 قبل الميلاد) وكانت تستخدم لكتابة اللغة المروية في مملكة مروي شمال السودان منذ القرن الثاني قبل الميلاد، ويحتمل انه تم أستخدامها من قبل الملوك النوبيين المتعاقبين لكتابة اللغة النوبية القديمة في مملكة كوش النوبية التي تلتها والتي استخدمت الأبجدية القبطية في القرن السادس الميلادي بعد دخول النوبيين في الديانة المسيحية، لكن احتفظ النوبيين بثلاثة أحرف من الأبجدية المروية. وقد تم وصفها بواسطة المؤرخ الأغريقى ديودورس سيكلس في عام 50 قبل الميلاد.
نتيجة لتكونها أساسا من حروف هجائية فقد كانت هذه اللغة تختلف تماما عن الهيروغليفية المصرية. بعض العلماء يعتقد أن الأبجدية اليونانية لعبت -إلى حد ما- دورا في تشكيل المروية بسبب احتواء هذه الأخيرة على أحرف للأصوات اللينة، ما يعرف بحروف العلة، على الرغم من أن المروية لم تعمل كما كانت تعمل اليونانية.
تكونت الكتابة المروية في الأساس من أبجدية، إلا أن حرف العلة /a/ كان يضاف تلقائيا ما لم يكتب حرف علة آخر. أما الحروف الساكنة فيشار إليها باتباع الحرف الساكن بحرف العلة /e/ -وهو ما يعرف بصوت الشوا-. فعلى سبيل المثال، يمثل الحرفان me المقطع الصوتي /me/ كما يمثلان الحرف الساكن /m/ بمفرده، في حين أن المقطع /ma/ كان يكتب باستخدام حرف واحد والمقطع /mi/ بحرفين. وكان لبعض المقاطع الأخرى رموز خاصة بها. تبعا لذلك لهذه الكتابة بأنها شبه مقطعية، بشكل يشبه نوعا ما حروف الأبجدية الهندية التي ظهرت في نفس الوقت. وفي عدد من الحروف الساكنة التي تأتي في آخر المقاطع الصوتية، مثل /n/ و/s/، كانت غالبا ما تحذف.
كان عدد الرموز المستخدمة في الكتابة 23 رمزا. من ضمن هذه الرموز كان هنالك أربعة حروف علة:
- a -في بداية الكلمة، أما إذا جاءت في موضع آخر فتعتبر ممثلة للمقطع /a/-، والحرف e -أو الشوا-، والحرف i، والحرف o أو u
- أربعة عشر حرفا ساكنا، يضاف إليها تلقائيا حرف العلة /a/ ما لم يرد حرف علة آخر
- y(a), w(a), b(a), p(a), m(a), n(a), r(a), l(a), ch(a) -ربما صوت حنكي كما في كلمة ich الألمانية، أو لهوي كما في كلمة dag الهولندية-، kh(a) (حلقي كما في حرف الخاء), k(a), q(a), s(a) or sh(a), d(a)

وبالإضافة، فقد احتوت الكتابة على مقاطع أخرى عديدة مثل: ne أو ny(a), و se أو s(a), و te, to, و t(a) أو ti.
هنالك بعض الخلاف حول كون se ممثلة بمقطع أم بحرف ساكن /s/، لتمييزها عن s كما في /š/ -صوت حرف ش-، كما هو الحال في كون ne تمثل كمقطع أم حرف ساكن /ñ/، وفي أن الحرف t من المحتمل أنه كان الصوت المقطعي ti. وثمة اقتراح بأن استعمال المقاطع بدلا من الحروف الأبجدية لبعض الأصوات قد يكون ناتجا عن الحاجة لتمثيل بعض الاختلافات في اللهجات المروية في كتابة موحدة.
كانت للمروية شكلين من الرموز يمكن استخدامها، أحدهما شكل فني أخذ من المصرية الهيلوغريفية والآخر شكل حروف مشتبكة أخذت من الديموطيقية، وكانت أغلب النصوص تكتب بهذا الشكل الأخير. وبعكس الكتابة المصرية كان هنالك نظير مباشر بين كل رمز من الكتابة الفنية والمتشابكة باستثناء أن الشكل المتشابك من الكتابة حيث يوصل الحرف الساكن إذا تبعه i.
أما اتجاه الكتابة فكان من اليمين إلى اليسار ومن الأعلى إلى الأسفل في الشكل المتشابك، أو من الأعلى إلى الأسفل في أعمدة تكتب من اليمين إلى اليسار كما في الشكل الهيلوغريفي.
وكانت الكتابة تحتوي أيضا على رمز من ثلاث نقاط أفقية أو عمودية تستعمل للفصل بين الكلمات أو الجمل، وهذا هو الشكل الوحيد من علامات الترقيم التي كانت تستخدم.
ولو صح أن المروية كانت تستخدم من قبل المملكة النوبية لكانت استبدلت بالأبجدية القبطية عند دخول المسيحية للنوبة في القرن السادس الميلادي.
فكت رموز هذه الكتابة في عام 1909 م من قبل عالم الآثار المصرية البريطانية فرانسيس للولين غريفيث. غير أن اللغة ذاتها لا تزال غير مفهومة بالكامل حتى اليوم.

## مواضيع متعلقة
- أهرامات مروي

## وصلات خارجية
- (بالإنجليزية) الكتابة المروية من موقع AncientScripts
- (بالإنجليزية) المروية على موقع Omniglot
- (بالإنجليزية)خط لكتابة المروية على الحاسوب نسخة محفوظة 25 مايو 2006 على موقع واي باك مشين.
- (بالإنجليزية) مقترح مشروع لإضافة المروية إلى نظام اليونيكود
- (بالإنجليزية) نماذج من الكتابة المروية